# Villa di Castelpulci
Die Villa Castelpulci befindet sich in der Nähe von Viottolone in der Gemeinde Scandicci, in der Provinz Florenz.

„Es handelt sich um eine jener prächtigen Villen, die im 17. Jahrhundert in Bezug auf die Verzierungen und die Größe der Anbauten von der Opulenz der angesehenen Florentiner Familien zeugten, und in ihren architektonischen Formen [...] muss man die beeindruckende und dekorative Eleganz des Ganzen bewundern.“

## Geschichte und Beschreibung
An der Stelle, an der die Villa heute steht, befand sich ursprünglich eine Burg der Grafen Cadolingi, die später an die Familie Pulci überging, die auch Torre Pulci in Florenz besaß.
Das Gebäude wurde 1321 von Kardinal Napoleone Orsini gekauft und von seinen Erben restauriert.
Von 1511 bis 1590 war es im Besitz der Familie Soderini. Von ihnen ging es an die Riccardi über, die 1667 mit Erweiterungsarbeiten begannen. 1691 wurde die lange Zugangsallee gebaut. Die Umbauarbeiten wurden in den ersten vier Jahrzehnten des 18. Jahrhunderts fortgesetzt.
Nach den Erweiterungsarbeiten hatte sich das Gebäude in seiner Größe verdreifacht und erhielt eine Panoramafassade, die vom gesamten Arnotal zwischen Scandicci und Lastra a Signa aus gut sichtbar ist. Die Fassade, die auf die Via Pisana ausgerichtet ist, ist ein Werk von Giovacchino Fortini.

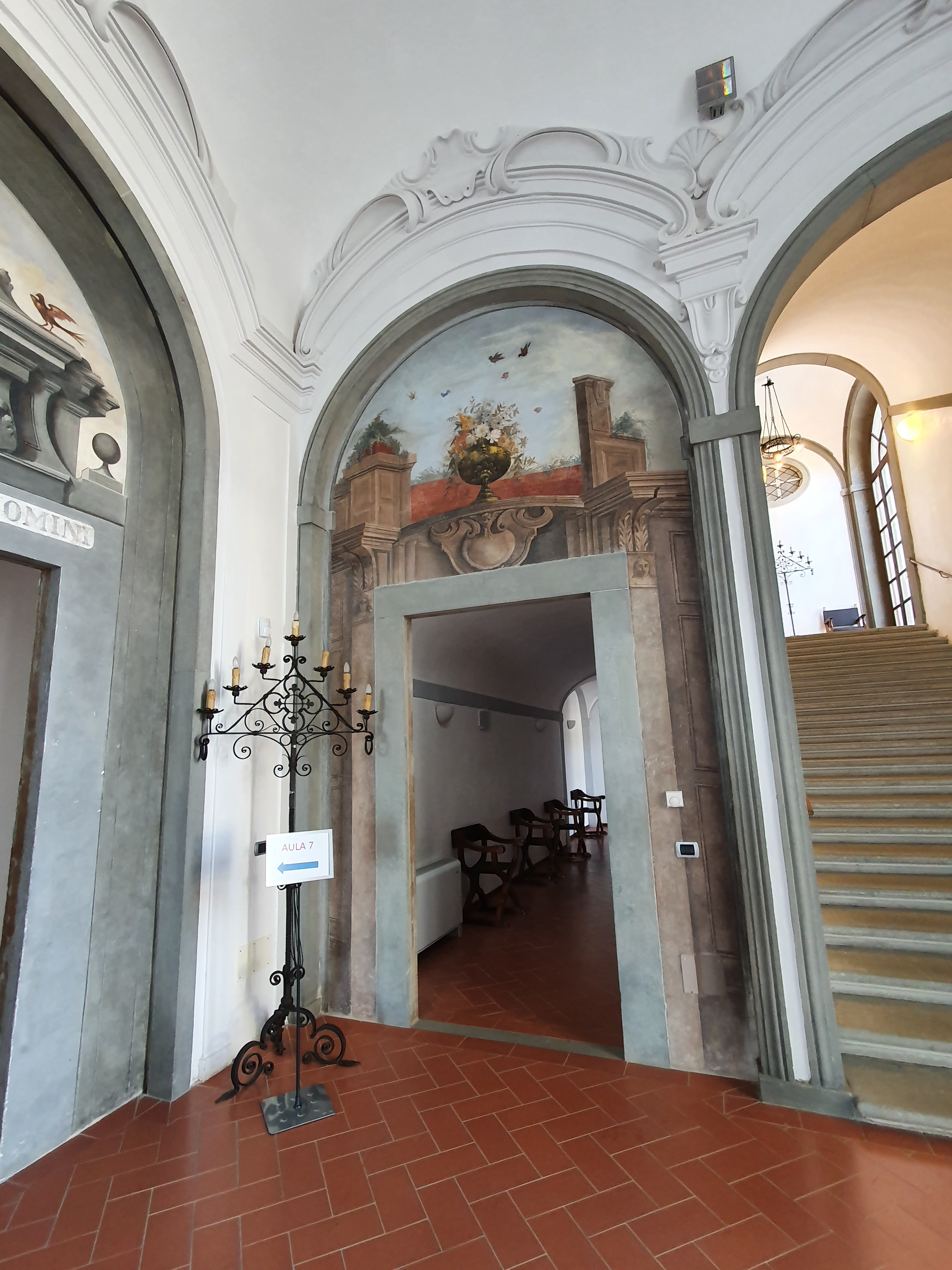
Innen

Die Villa blieb bis 1854, als die Familie ausstarb, im Besitz der Riccardi. Sie ging in öffentliches Eigentum über und wurde in eine Psychiatrische Klinik umgewandelt. Die Entscheidung fiel sowohl wegen der günstigen Lage des Ortes als auch um die Überfüllung des Ospedale di Santa Maria Nuova zu beheben. Von Januar 1918 bis zum 1. März 1932, dem Tag seines Todes, beherbergte die Villa den Dichter Dino Campana.
Während der Überschwemmung in Florenz im Jahr 1966 wurde es auch als Lager für die Bücher der Biblioteca Nazionale Centrale di Firenze genutzt. Ihre Funktion als Krankenhaus behielt sie bis zur Schließung im Jahr 1973 bei. In den folgenden Jahrzehnten wurde die Villa jedoch völlig vernachlässigt und erst 2002 wurden Restaurierungsarbeiten durchgeführt.
Im Jahr 2012 wurde sie zum Sitz der Scuola superiore della magistratura, einer Hochschule mit dem Ziel, die Aus- und Weiterbildung der italienischen Justiz zu fördern.

## Persönlichkeiten, die in Castelpulci lebten
In der Villa lebten Luigi Pulci, Bernardo Pulci und Luca Pulci.

## Einzelnachweise

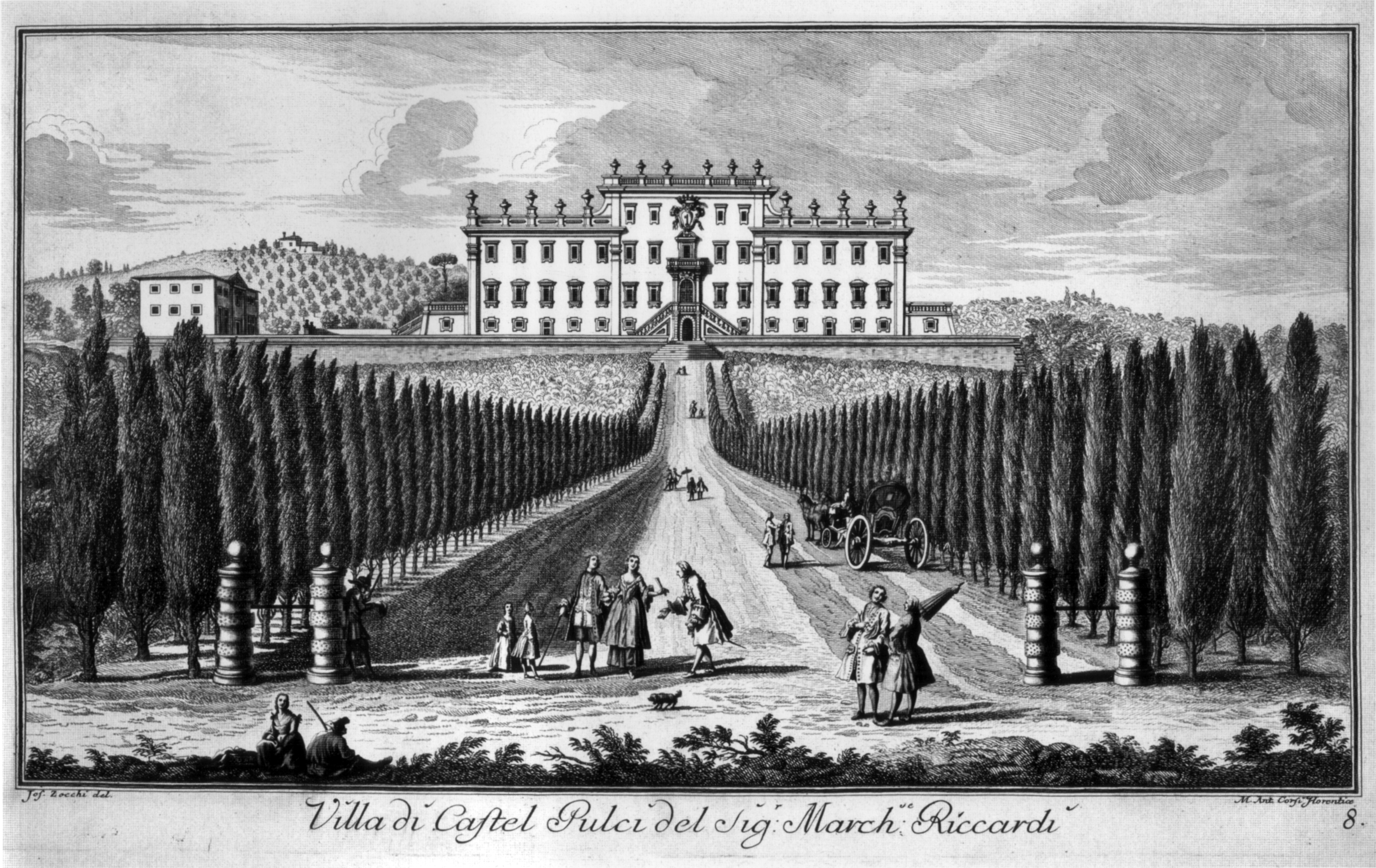
Giuseppe Zocchi, Villa di Castelpulci del Sig. March. Riccardi (1744)